# アカハラコノハドリ
アカハラコノハドリ (学名：Chloropsis hardwickii)は、コノハドリ科に分類される鳥の一種。

## 分布
ヒマラヤ東部、中国南部、マレー半島